# Éthionamide
 (février 2014).
Si vous disposez d'ouvrages ou d'articles de référence ou si vous connaissez des sites web de qualité traitant du thème abordé ici, merci de compléter l'article en donnant les références utiles à sa vérifiabilité et en les liant à la section « Notes et références ».
L'éthionamide (ou « ETH ») est un antibiotique découvert en 1936 utilisé contre Mycobacterium tuberculosis.

## Mécanisme d'action
Comme l'isoniazide (INH), l'éthionamide cible l'InhA, une enzyme du système FAS II de Mycobacterium tuberculosis  nécessaire à l'élongation des acides gras qui participent à la synthèse des acides mycoliques qui sont des constituants nécessaires de la paroi de cette mycobactérie. 
Toutefois, ces deux molécules (INH et ETH) ne sont que des pro-drogues ; elles nécessitent une étape d'activation oxydante induite par une enzyme. Deux enzymes peuvent jouer ce rôle : 
1. La catalase-peroxydase KatG du MTB dans le cas de l'isoniazide (INH)[4]. L'espèce active (radical isonicotinoyle) peut alors agir via une chaine de réaction qui conduit à la destruction de la paroi de M. tuberculosis ;
2. La flavine monooxygénase EthA, qui aboutit au même résultat, mais par un processus différent.

C’est en 2000 que DeBarber et al. et Baulard et al. ont mis en évidence l’implication de la monooxygénase EthA, codée par le gène ethA, dans l’activation de l’éthionamide. Ainsi, ces équipes ont montré qu’une surproduction d’EthA chez M. smegmatis conduit à une sensibilité accrue de ces souches à l’ETH. Inversement, des souches cliniques isolées de patients d’Afrique du Sud possédant des mutations au niveau du gène ethA perdent leur sensibilité à l’ETH. 
Il a été proposé de créer des molécules hybrides INH-ETH.

## Enjeux
La tuberculose due à Mycobacterium tuberculosis (MTB) compte encore parmi les maladies infectieuses difficiles à combattre dans le monde et elle est une des causes principales de décès par maladie infectieuse dans certains pays.
L'isoniazide (INH) et la rifampicine qui sont les deux antibiotiques de première intention ne sont plus toujours efficaces et des phénomènes croissants d'antibiorésistance et de problèmes nosocomiaux ou chez les patients immunodéprimés par le VIH/SIDA. 
Pour les limiter et les contourner, d'autres molécules sont utilisées en seconde ligne, dont l’éthionamide (ETH).
L'éthionamide fait partie de la liste des médicaments essentiels de l'Organisation mondiale de la santé (liste mise à jour en avril 2013).

### Articles externes
- « Éthionamide : substance active à effet thérapeutique », sur VIDAL (consulté le 31 décembre 2023)